# Гленгери Глен Рос
Гленгери Глен Рос (енгл. Glengarry Glen Ross) је амерички драмски филм из 1992. године у режији Џејмса Фоулија, а по сценарију Дејвида Мемета. Главне улоге играју: Ал Паћино, Џек Лемон.

## Радња
Радња се одвија у Чикагу. Главни ликови су агенти за некретнине који раде за Премијер Пропертис. Да би побољшали ефикасност њиховог рада, централна канцеларија им шаље Блејка, мотивационог пословног тренера. Блејк обасипа запослене увредама због лошег учинка, након чега обећава да ће најбољи од четворице агената добити кадилак као награду, други после њега сет кухињских ножева, а друга двојица ће добити отказ. Блејк такође приказује пет стотина, како тврди, врхунских нових „лидова“ – картица са контактима купаца. Само они агенти који могу да закључе послове користећи старе контакте доступне у агенцији ће добити ове податке.
Протагониста филма је Шели Левин, у прошлости је сјајан агент. Ћерка му је у болници, али нема од чега да плати лечење: купаца нема, шеф Вилијамсонове канцеларије даје агентима 2 напојнице дневно из старе базе, која је већ проходана више пута. Левин покушава да убеди Вилијамсона да му да неколико нових трагова. Безуспешно покушава да га убеди, застраши отказом или да га убеди да му одбије проценат од продаје. Вилијамсон повећава цену, а затим поставља додатни захтев који Левин није у стању да испуни.
У међувремену, агент Дејв Мос планира да украде трагове и прода их ривалској компанији, али жели да то уради рукама једног од својих колега, Аронова. Колега се не слаже.
Истовремено, Рики Рома, који важи за најуспешнијег запосленог у канцеларији у овом тренутку, ефективно „обради“ једног од клијената (Рикију се дају најбољи клијенти агенције). Када сутрадан клијент дође у канцеларију да раскине уговор (жена је захтевала да одмах врати новац, забранивши разговор са агентом Рики Ромом и упозоривши мужа да по закону то могу да ураде само у року од три дана од потписивања). уговора, док се новац не подигне са рачуна у тегли), Шели, на захтев Роме, игра заједно са њим, глумећи богатог купца. Рикијев циљ је да купи време, убеђује клијента да не жури са раскидом уговора и труди се да што пре напусти канцеларију. Да би то урадио, у ходу смишља разне изговоре. Рок од три дана тече од тренутка када је новац пребачен у банку, каже он, умирујући клијента. Новац још није отишао, каже Рики. Покушава да клијента изведе из канцеларије у ресторан и тамо да га убеди да не подлегне утицају супруге.
Пре ове епизоде, истог дана ујутру, сам Шели потписује велики уговор, који изненађује чак и срећног Рикија Рому. Касније, када је Вилијамсон лагао у присуству Роминог клијента да су његова документа отишла у банку и да је на њих примљена прва уплата, Левин говори Вилијамсону о ситуацији и случајно му избацује детаљ који је само онај ко је провалио. у канцеларију ноћу могао знати. Вилијамсон брзо натера Левина да призна да је опљачкао канцеларију ноћу, сазнаје да су напојнице продате конкуренту и да је Дејв Мос био саучесник и организатор. Шели покушава да подмити шефа тако што му нуди део новца од продаје украдених трагова, проценат од све његове будуће продаје, а затим и сав новац који је добио од продаје контакта од Моса - 2.500 долара. Левин се присећа великог уговора који је потписао јутрос и покушава да убеди себе да може да донесе добру камату, и спреман је да 50% свог прихода да Вилијамсону. Све је бескорисно. Вилијамсон говори о томе како је посао неважећи (неважећи) јер се клијенти проглашавају неспособним (лудим) и „само воле да ћаскају са агентима“ – он је о томе знао одавно. Постаје јасно да је Шели намерно убацио такве „савете“. "За шта?" пита Левин. „Не свиђаш ми се“, каже Вилијамсон немилосрдно.
Филм се завршава тако што Вилијамсон одлази у своју канцеларију, где седи полиција, где је Левин позван да сведочи.

## Улоге
| Глумац        | Улога                      |
| ------------- | -------------------------- |
| Ал Паћино     | Рики Рома                  |
| Џек Лемон     | Шелдон „Шели Машина“ Левин |
| Алек Болдвин  | Блејк                      |
| Алан Аркин    | Џорџ Аронов                |
| Ед Харис      | Дејв Мос                   |
| Кевин Спејси  | Џон Вилијамсон             |
| Џонатан Прајс | Џејмс Линг                 |
| Брус Алтман   | Лери Спанел                |
| Џуд Чиколела  | детектив Бејлен            |
| Пол Батлер    | полицајац                  |
| Лори Тан Чин  | гардероберка               |